# Cathédrale de Termoli
La cathédrale de Termoli est une église catholique romaine de Termoli, en Italie. Il s'agit de la cathédrale du diocèse de Termoli-Larino.